# Jop Delemarre
Jop Delemarre (30 juni 1977) is een Nederlandse schaker. In 1996 werd hem door de FIDE de titel Internationaal Meester (IM) toegekend. Hij is jeugdtrainer bij Messemaker 1847 in Gouda.

## Schaakcarrière
- Als jeugdschaker van Jeugdschaakclub Op Eigen Wieken won Delemarre in 1991 de C-groep (t/m 14 jaar) van het Open Nederlands Jeugdschaak Kampioenschap.
- Delemarre werd in het seizoen 1996/97 de beste schaker van de Meesterklasse. Hij scoorde 7½ uit 9 partijen.
- In 1997 eindigde hij als nummer 32 in het toernooi om het wereldkampioenschap van de jeugd. Er waren 81 deelnemers.
- In het 17e Boblinger open in Duitsland was Delemarre derde van de 265 schakers. Thomas Luther werd eerste.
- In het Hogeschool Zeeland toernooi te Vlissingen werd Delemarre 15e, voor John van der Wiel, Ivan Sokolov eindigde op de eerste plaats.
- Delemarre speelde op 18 maart 2005 te Leiden het eerste superschaak-simultaan kloktoernooi waarbij zijn score 5,5 uit 9 was